# Classic Christmas
Classic Christmas är ett julalbum från 1980 av Johnny Cash, utgivet på skivmärket Columbia. Till skillnad från albumen The Christmas Spirit och Family Christmas finns här inga originallåtar, utan bara traditionella julsånger. Det är Johnny Cashs tredje fullängdsjulalbum. Ett fjärde spelades in och släpptes 1991 på skivmärket Delta Records.

## Låtlista
1. "Joy to the World" (Lowell Mason, Isaac Watts) – 2:04
2. "Away in a Manger" (William James Kirkpatrick/Traditional) – 3:05
3. "O Little Town of Bethlehem" (Phillips Brooks, Lewis Redner) – 3:26
4. "Silent Night" ("Stille Nacht, heilige Nacht") (Franz Xaver Gruber, Joseph Mohr) – 3:01
5. "It Came Upon a Midnight Clear" (Edmund Sears, Richard Storrs Willis) – 3:37
6. "Hark! The Herald Angels Sing" (Felix Mendelssohn, Charles Wesley) – 2:29
7. "I Heard the Bells on Christmas Day" (Jean Baptiste Calkin, Henry Wadsworth Longfellow) – 2:19
8. "O Come All Ye Faithful" ("Adeste Fideles") (Frederick Oakeley, John Francis Wade) – 2:55
9. "Little Gray Donkey" (Charles Tazewell, Roger Wagner) – 4:11
10. "The Christmas Guest" (Grandpa Jones, Bill Walker) – 4:37

## Medverkande
- Johnny Cash  – sång